# すもも漬

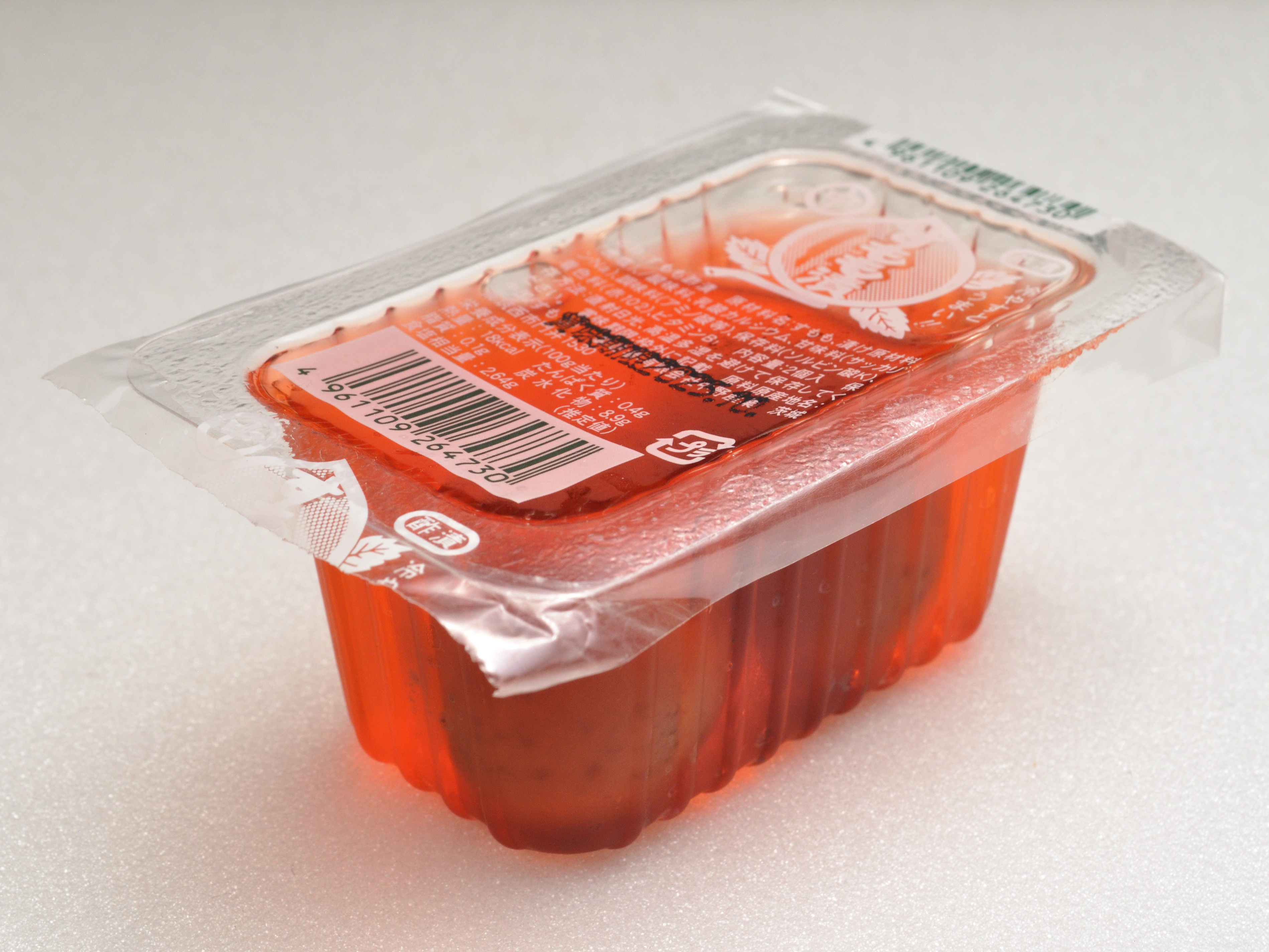
すもも漬けの参考画像

すもも漬（すももづけ）は、日本の駄菓子の1種。プラスチックのカップやビニール袋にスモモの実と赤い甘酢シロップが入ったものである。
商品としては「すもカップ」（ミサキヤ）が代表例に挙げられる。
主に関東圏で発売されている駄菓子である。すもカップの場合、東京都と神奈川県に出荷されるものが製造量の7割、残りが千葉県、埼玉県に出荷されている。
発祥ははっきりしないが、屋台で売られるすもも飴をヒントとして、1960年代半ばにナマイ商店が開発したとされる。
以下のような食べ方の手順が当時の子供たちの間では定着していた。
1. カップの蓋となっているシールを少しめくり、中のシロップを吸う。
2. シールをめくり、スモモをかじる。

後にシロップを吸うためのストローが附属する商品も登場した。

## すもも漬サワー
すもも漬サワーは、すもも漬をシロップごと氷の入ったグラスに入れ、焼酎と炭酸水を加えた飲み物。
酒と駄菓子を組み合わせる飲み方は、立ち飲み屋を中心に2010年代後半からよく見られるようになったが、すもも漬サワーとあんずボーサワー（凍らせたあんずボーをサワーに入れる）が筆頭格である。
駄菓子があれば自宅でも手軽に作れるため、SNSを中心に注目を集めている。
2020年には合同酒精よりすもも漬の味わいを再現した缶入りアルコール飲料「昔懐かしいすももサワー」が発売された。